# 9121 Stefanovalentini
9121 Stefanovalentini eller 1998 DJ11 är en asteroid i huvudbältet som upptäcktes den 24 februari 1998 av den italienske astronomen Vincenzo Silvano Casulli vid Colleverde-observatoriet. Den är uppkallad efter den italienska amatörastronomen Stefano Valentini.